# Vòng hoa

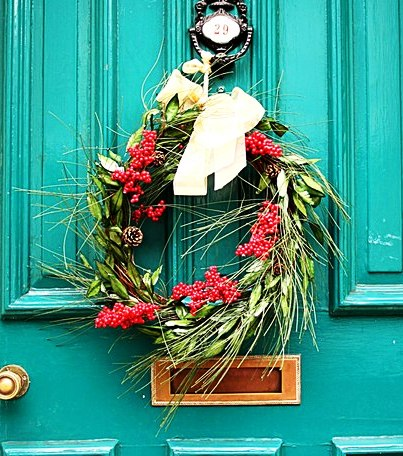
Một vòng hoa Giáng sinh trên cửa một ngôi nhà ở Anh.

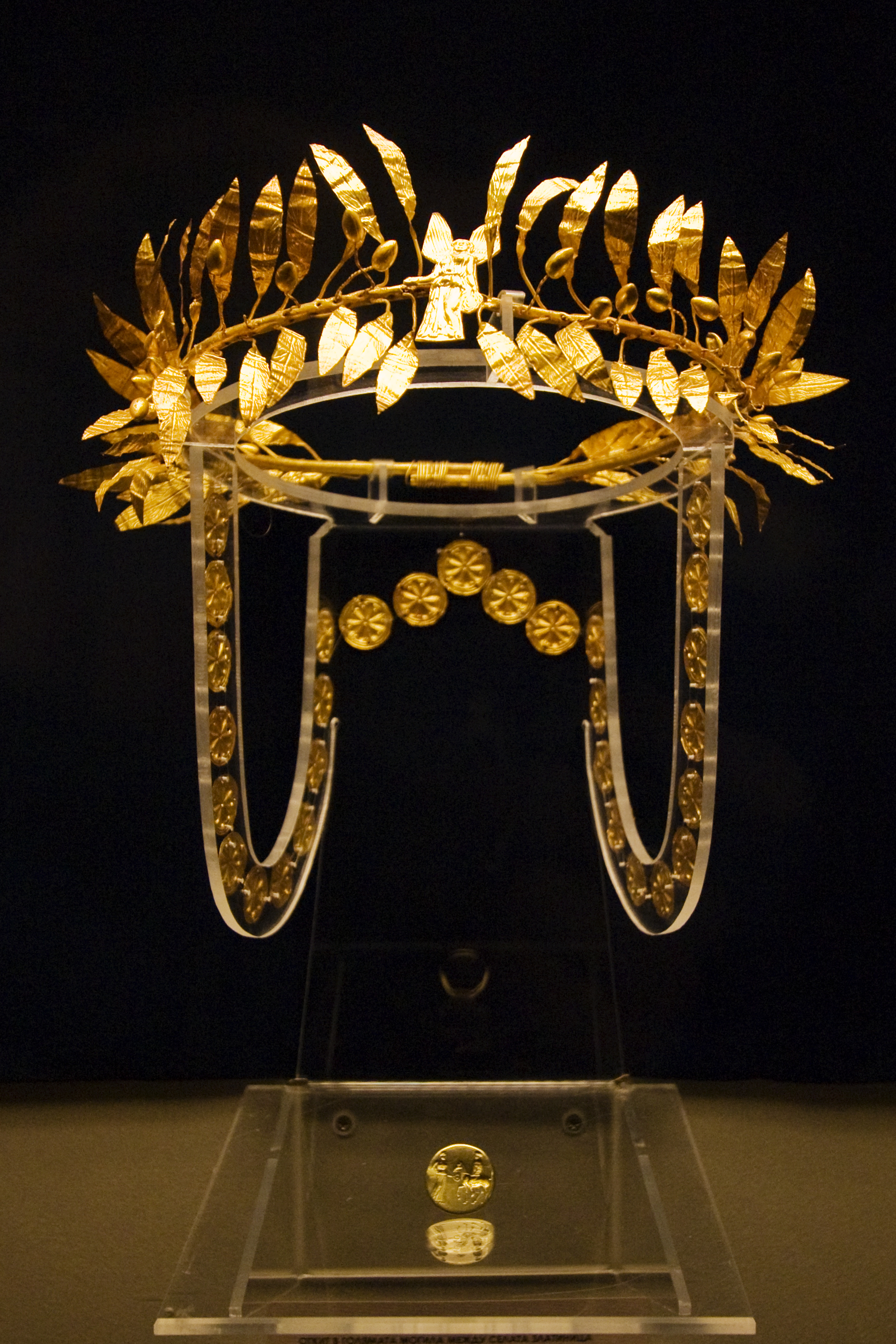
Một vòng hoa và chiếc nhẫn bằng vàng từ lễ chôn cất một Quý tộc Odrysia tại Golyamata Mogila ở vùng Yambol của Bulgaria giữa thế kỷ thứ 4 trước Công nguyên.

Vòng hoa (tiếng Anh: wreath; IPA: /riːθ/) là một loại hoa, lá, quả, cành cây hoặc các vật liệu khác nhau được kết cấu để tạo thành một vòng tròn. Ở các nước nói tiếng Anh, vòng hoa thường được sử dụng làm đồ trang trí trong nhà, phổ biến nhất là trang trí Mùa Vọng và Giáng sinh. Chúng cũng được sử dụng trong các sự kiện nghi lễ ở nhiều nền văn hóa trên toàn cầu. Chúng có thể được đeo như một chiếc vòng quanh đầu, hoặc như một vòng hoa quanh cổ.

## Đặc điểm
Một vòng hoa có thể được sử dụng như một chiếc mũ cài đầu làm từ lá, hoa và cành. Nó thường được mặc trong những dịp lễ hội và những ngày thánh. Vòng hoa ban đầu được làm để sử dụng cho các nghi lễ ngoại giáo ở châu Âu, và có liên quan đến sự thay đổi của các mùa và khả năng sinh sản. Cơ đốc giáo chấp nhận tính biểu tượng của vòng hoa dựa trên sự kết hợp của người La Mã với danh dự và phẩm hạnh đạo đức. Trong suốt thời Trung cổ, nghệ thuật Cơ đốc giáo có các mô tả về Đức Trinh Nữ Maria và các vị thánh khác nhau được đội vòng hoa, giống như các nhân vật trong thần thoại La Mã và Hy Lạp được miêu tả đeo vòng hoa, cũng như các nhà cai trị và anh hùng La Mã và Hy Lạp.

### Vòng hoa Maypole

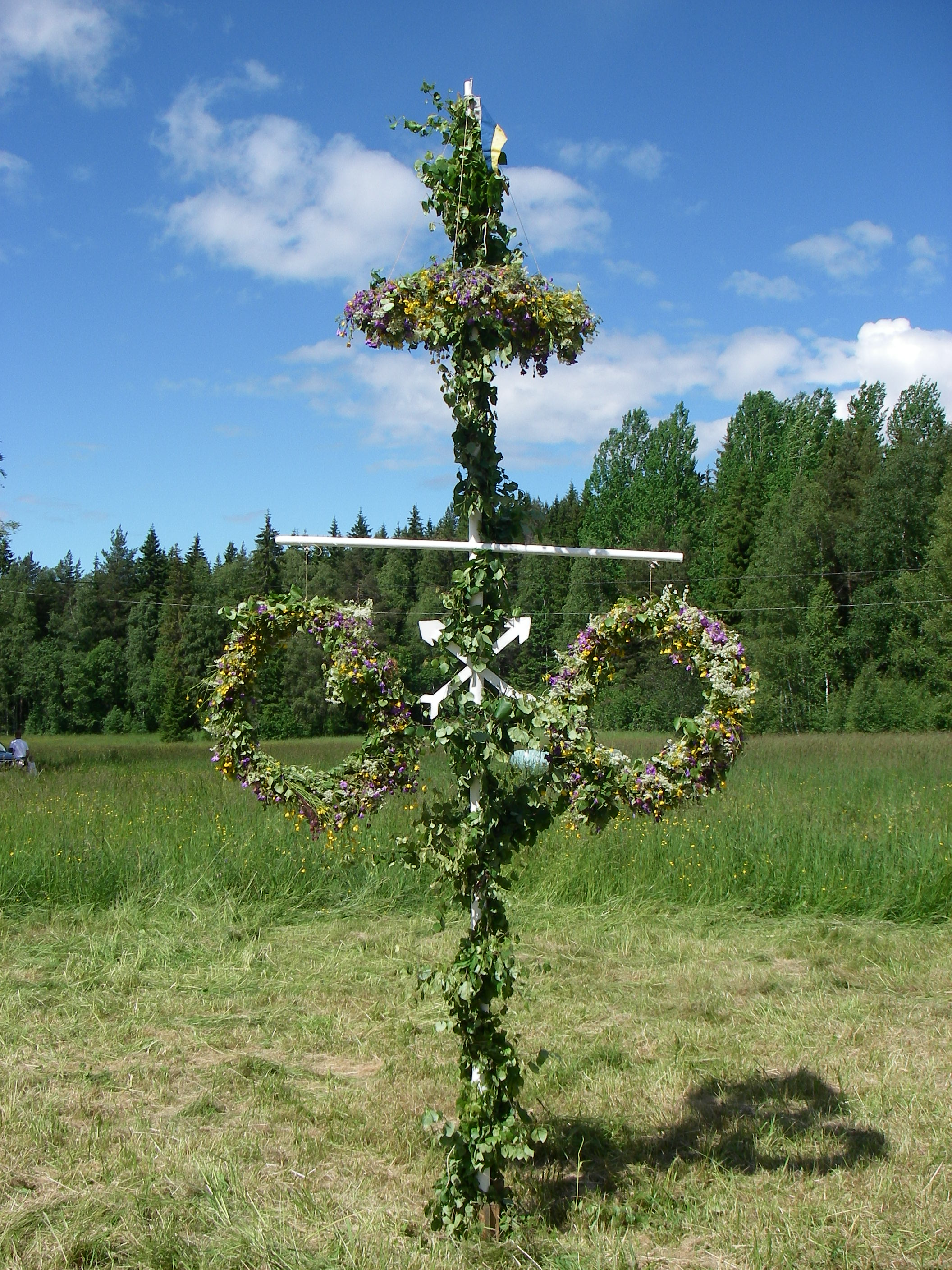
Một chiếc Maypole với vòng hoa, được quyên góp cho các lễ kỷ niệm Midsummer ở Östra Insjö, Dalarna, Thụy Điển

Phong tục vòng hoa ở châu Âu đã tồn tại qua nhiều thế kỷ. Việc tổ chức Ngày tháng Năm ở Anh bao gồm các lễ hội Maypole, đỉnh điểm là cuộc chạy đua của những người đàn ông trẻ tuổi chưa lập gia đình leo lên đỉnh Maypole để chụp vòng hoa Ngày tháng Năm trên đỉnh cột. Người chiến thắng trong cuộc thi này sẽ đội vòng hoa làm vương miện của mình và sẽ được công nhận là Vua ngày tháng Năm trong suốt thời gian còn lại của kỳ nghỉ. Các loại cây theo truyền thống được sử dụng để làm vòng hoa và vòng hoa Midsummer bao gồm hoa loa kèn trắng, bạch dương xanh, fennel, St. John's Wort, cây ngải cứu, cỏ lau và lanh . Những bông hoa được sử dụng để làm lễ Midsummer vòng hoa phải được hái vào sáng sớm trước khi sương khô; niềm tin rằng một khi sương khô, các đặc tính kỳ diệu của thực vật sẽ bốc hơi theo sương. Lễ kỷ niệm mùa hạ vẫn được quan sát ở Đức và Scandinavia, với Maypoles và vòng hoa đóng một vai trò nổi bật, tương tự như ở Anh.

### Biểu tượng vòng hoa ở Anh

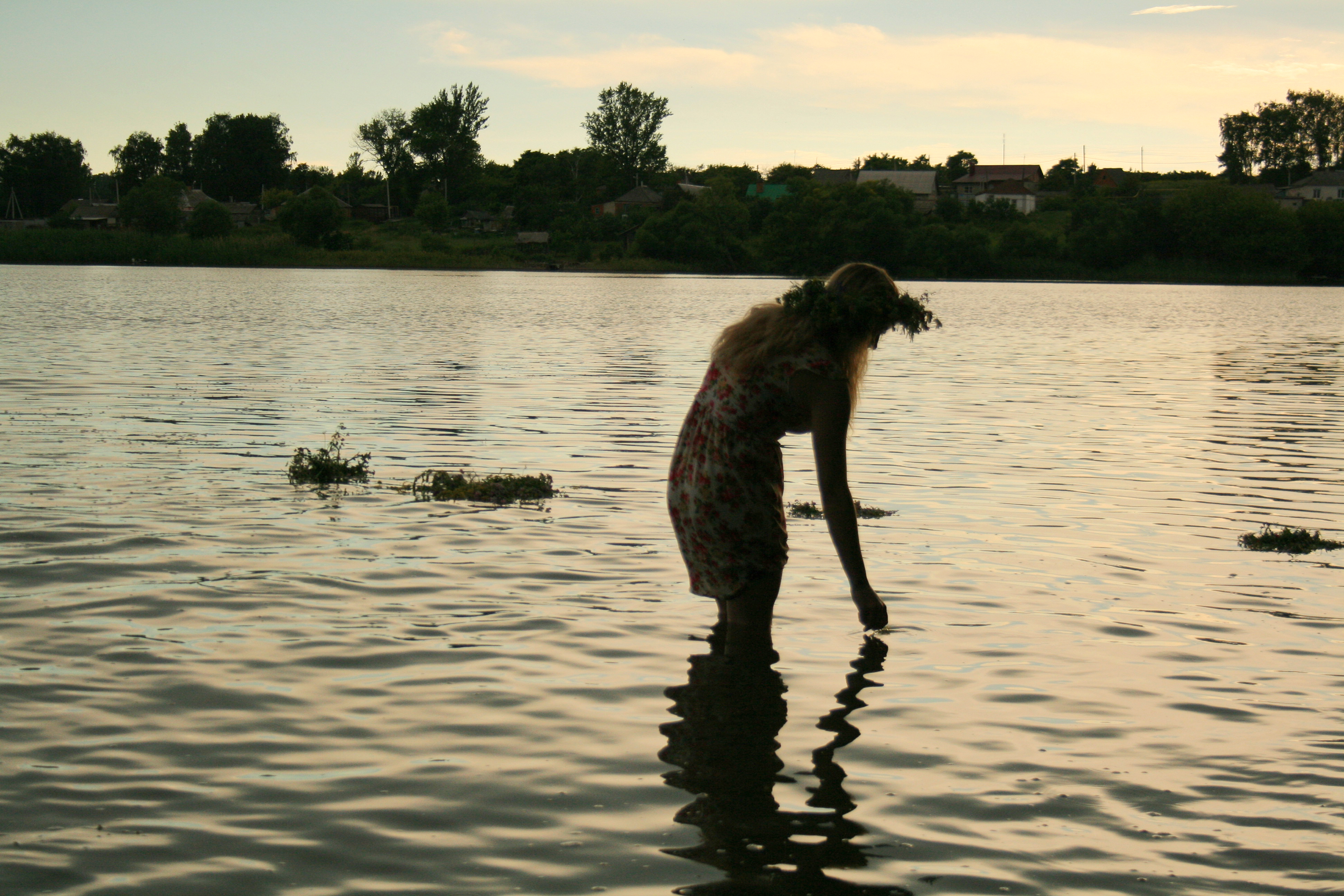
Vòng hoa ném trong nước vào ngày lễ Đêm Kupala của Thánh Gioan Baotixita, ở Nga

Đến thời kỳ Phục hưng, vòng hoa trở thành biểu tượng của các liên minh chính trị và tôn giáo ở Anh. Những nhà cải cách theo đạo Tin lành như Thanh giáo coi những vòng hoa và những ngày lễ mà họ gắn liền với, chẳng hạn như Ngày tháng Năm, là những ảnh hưởng tà giáo ngoại giáo phá hủy đạo đức lành mạnh của Cơ đốc giáo. Những người lính tịch thu các vòng hoa ở Oxford vào Ngày tháng Năm năm 1648. Trong thời gian diễn ra quốc hội sau khi Charles I của Anh bị lật đổ, các vòng hoa tượng trưng cho sự đồng tình của Đảng Bảo hoàng. Tại Bath, Somerset, lễ đăng quang của Charles II của Anh được đánh dấu bằng một đám rước gồm 400 thiếu nữ trong trang phục màu trắng và xanh lá cây, mang theo "vương miện mạ vàng, vương miện làm từ hoa và vòng hoa làm từ nguyệt quế trộn với hoa tulip", và được dẫn đầu bởi vợ của thị trưởng.

### Vương miện Ngày Thánh Lucy
Theo truyền thống, Thánh Lucy được mô tả trong các tác phẩm nghệ thuật Cơ đốc giáo đội một vòng hoa làm vương miện, và trên giá đỡ vòng hoa thắp sáng những ngọn nến tượng trưng cho ánh sáng của thế giới được đại diện bởi Chúa Kitô. Thụy Điển nói riêng có một lịch sử lâu đời về việc quan sát Ngày Thánh Lucy (Ngày Thánh Lucia). "Vương miện của Thánh Lucia", được làm bằng một vòng hoa bằng đồng đựng nến, là một phần của phong tục gắn liền với ngày lễ này.